# Chamaecrista nilgirica
Chamaecrista nilgirica är en ärtväxtart som först beskrevs av Vijendra Singh, och fick sitt nu gällande namn av Vijendra Singh. Chamaecrista nilgirica ingår i släktet Chamaecrista och familjen ärtväxter. Inga underarter finns listade i Catalogue of Life.